# Gran Premio di Monaco 2002
Il Gran Premio di Monaco 2002 è stato un Gran Premio di Formula 1 disputato il 26 maggio 2002 sul circuito di Monaco. La gara è stata vinta da David Coulthard su McLaren - Mercedes, davanti a Michael Schumacher su Ferrari e a Ralf Schumacher su Williams - BMW.

## Vigilia

### Aspetti tecnici
Diverse scuderie portano in pista evoluzioni aerodinamiche delle proprie monoposto nel tentativo di ottenere il maggior carico aerodinamico possibile sul tortuoso circuito monegasco, anche se nessuna squadra ricorre a soluzioni estreme come quelle viste l'anno precedente. La Ferrari impiega dei nuovi alettoni sia al posteriore che all'anteriore, mentre la McLaren apporta delle modifiche alla parte inferiore della carrozzeria della MP4/17. Diverse altre scuderie, tra le quali Williams, Sauber, Renault e Arrows introducono delle modifiche agli alettoni per aumentarne il carico aerodinamico, mentre la Toyota introduce una serie di appendici aerodinamiche sulle fiancate e sul cofano motore.

## Prove libere

### Resoconto
Durante le prime prove libere di giovedì mattina Räikkönen ha un violento incidente alla Rascasse, nel quale il telaio della sua vettura si danneggia gravemente. Il pilota finlandese ha un altro incidente durante la sessione di sabato mattina, danneggiando anche in questa occasione in modo consistente la vettura: un problema agli iniettori durante le qualifiche lo costringerà poi a cambiare nuovamente vettura, portando a quattro i telai diversi da lui utilizzati durante il week-end di gara.

### Risultati
Nella prima sessione di prove di giovedì i risultati sono i seguenti:
| Pos | No | Pilota             | Costruttore        | Tempo    |
| --- | -- | ------------------ | ------------------ | -------- |
| 1   | 1  | Michael Schumacher | Ferrari            | 1'21"094 |
| 2   | 3  | David Coulthard    | McLaren - Mercedes | 1'21"388 |
| 3   | 14 | Jarno Trulli       | Renault            | 1'21"907 |

Nella seconda sessione di prove di giovedì i risultati sono i seguenti:
| Pos | No | Pilota          | Costruttore        | Tempo    |
| --- | -- | --------------- | ------------------ | -------- |
| 1   | 14 | Jarno Trulli    | Renault            | 1'18"915 |
| 2   | 25 | Allan McNish    | Toyota             | 1'19"361 |
| 3   | 3  | David Coulthard | McLaren - Mercedes | 1'19"597 |

Nella sessione di prove di sabato mattina i risultati sono i seguenti:
| Pos | No | Pilota             | Costruttore        | Tempo    |
| --- | -- | ------------------ | ------------------ | -------- |
| 1   | 14 | Jarno Trulli       | Renault            | 1'17"429 |
| 2   | 3  | David Coulthard    | McLaren - Mercedes | 1'17"506 |
| 3   | 6  | Juan Pablo Montoya | Williams - BMW     | 1'17"665 |

## Qualifiche

### Resoconto
Nelle qualifiche gli pneumatici Michelin si dimostrano più efficaci dei rivali Bridgestone, tanto che al termine della sessione le uniche vetture tra le prime dieci qualificate equipaggiate con le gomme giapponesi risultano le due Ferrari di Michael Schumacher e Barrichello, rispettivamente terzo e quinto. Per la prima volta dal Gran Premio del Belgio 2001 la Ferrari non piazza un proprio pilota in prima fila. Montoya ottiene la seconda pole position stagionale, risultando nettamente più veloce dei rivali nel secondo e nel terzo settore del tracciato e infliggendo circa tre decimi di distacco al secondo classificato Coulthard.
La seconda fila è completata da Ralf Schumacher, mentre Räikkönen ottiene il sesto tempo davanti alle due Renault di Trulli e Button e alle due Toyota di Salo e McNish. La Jaguar, in grave crisi tecnica, non riesce a sfruttare la competitività degli pneumatici Michelin, risultando più lenta anche della Minardi.

### Risultati
| Pos | No | Pilota                | Costruttore        | Pneumatici | Tempo    | Distacco |
| --- | -- | --------------------- | ------------------ | ---------- | -------- | -------- |
| 1   | 6  | Juan Pablo Montoya    | Williams - BMW     | M          | 1'16"676 |          |
| 2   | 3  | David Coulthard       | McLaren - Mercedes | M          | 1'17"068 | +0"392   |
| 3   | 1  | Michael Schumacher    | Ferrari            | B          | 1'17"118 | +0"442   |
| 4   | 5  | Ralf Schumacher       | Williams - BMW     | M          | 1'17"274 | +0"598   |
| 5   | 2  | Rubens Barrichello    | Ferrari            | B          | 1'17"357 | +0"691   |
| 6   | 4  | Kimi Räikkönen        | McLaren - Mercedes | M          | 1'17"660 | +0"984   |
| 7   | 14 | Jarno Trulli          | Renault            | M          | 1'17"710 | +1"034   |
| 8   | 15 | Jenson Button         | Renault            | M          | 1'18"132 | +1"456   |
| 9   | 24 | Mika Salo             | Toyota             | M          | 1'18"234 | +1"558   |
| 10  | 25 | Allan McNish          | Toyota             | M          | 1'18"292 | +1"616   |
| 11  | 9  | Giancarlo Fisichella  | Jordan - Honda     | B          | 1'18"342 | +1"666   |
| 12  | 20 | Heinz-Harald Frentzen | Arrows - Cosworth  | B          | 1'18"607 | +1"933   |
| 13  | 8  | Felipe Massa          | Sauber - Petronas  | B          | 1'19"006 | +2"330   |
| 14  | 11 | Jacques Villeneuve    | BAR - Honda        | B          | 1'19"252 | +2"576   |
| 15  | 21 | Enrique Bernoldi      | Arrows - Cosworth  | B          | 1'19"412 | +2"736   |
| 16  | 10 | Takuma Satō           | Jordan - Honda     | B          | 1'19"461 | +2"785   |
| 17  | 7  | Nick Heidfeld         | Sauber - Petronas  | B          | 1'19"500 | +2"834   |
| 18  | 12 | Olivier Panis         | BAR - Honda        | B          | 1'19"569 | +2"993   |
| 19  | 23 | Mark Webber           | Minardi - Asiatech | M          | 1'19"674 | +2"998   |
| 20  | 17 | Pedro de la Rosa      | Jaguar - Ford      | M          | 1'19"796 | +3"120   |
| 21  | 16 | Eddie Irvine          | Jaguar - Ford      | M          | 1'20"139 | +3"463   |
| 22  | 22 | Alex Yoong            | Minardi - Asiatech | M          | 1'21"599 | +4"923   |

## Warm up

### Risultati
Nel warm up di domenica mattina i migliori tempi sono i seguenti:
| Pos | No | Pilota                | Costruttore        | Tempo    |
| --- | -- | --------------------- | ------------------ | -------- |
| 1   | 20 | Heinz-Harald Frentzen | Arrows - Cosworth  | 1'20"875 |
| 2   | 1  | Michael Schumacher    | Ferrari            | 1'20"972 |
| 3   | 3  | David Coulthard       | McLaren - Mercedes | 1'21"547 |

## Gara

### Resoconto
Alla partenza Coulthard sopravanza Montoya e si porta in testa alla corsa. Trulli si porta in quinta posizione, passando Räikkönen e Barrichello, superato anche dal pilota finlandese della McLaren. Button ha un problema con il launch control (il sistema di partenza automatica), rimanendo quasi fermo sulla griglia e perdendo diverse posizioni. A causa dello stesso inconveniente Villeneuve rimane bloccato sullo schieramento e, rientrato ai box, torna in gara con un giro di distacco.
Sin dalle prime tornate Montoya e Michael Schumacher rimangono a pochi decimi di distanza da Coulthard, senza però riuscire ad attaccare il pilota scozzese. Al 16º passaggio McNish va a sbattere alla prima curva, dovendosi ritirare. Sette tornate più tardi Sato, al quale è ordinato di lasciar passare il suo compagno di squadra, tocca le barriere sotto il tunnel. La vettura del giapponese, che è già stato coinvolto in un grave incidente nel precedente Gran Premio d'Austria, prosegue senza controllo fino alla successiva chicane, dove si ferma contro le protezioni. Al 28º giro, nel tentativo di resistere a Bernoldi che lo sorpassa, Massa sbaglia la frenata alla prima curva, tamponando il pilota della Arrows. Questa manovra costerà, in seguito, uno stop & go al pilota della Sauber. Intorno al trentesimo giro dalla vettura di Coulthard comincia a uscire del fumo in corrispondenza di ogni cambio di marcia. Il problema meccanico, che può portare il pilota scozzese al ritiro, è risolto dalla McLaren attraverso l'uso della telemetria bidirezionale, il cui uso lo consente dalla FIA a partire da inizio stagione: i tecnici della Mercedes possono cambiare le mappature del motore direttamente dai box, compensando la perdita d'olio e risolvendo il problema in sette giri.
Al 40º giro Barrichello tenta di sopravanzare Räikkönen, ma sbaglia la manovra e tampona violentemente il finlandese. Entrambi riescono a tornare ai box per riparare le vetture, ma il pilota della McLaren si ritira precauzionalmente vista l'estensione dei danni riportati dalla sua McLaren. Barrichello torna in pista in settima posizione, dovendo però scontare uno stop & go per causare l'incidente e, nel corso del 44º passaggio, un drive through per superare la velocità massima consentita nella corsia dei box. Sempre al 44º giro Michael Schumacher è il primo pilota del terzetto di testa ad effettuare il rifornimento. Tre tornate più tardi sulla vettura di Montoya si rompe il motore, costringendolo al ritiro. In seconda posizione viene quindi a trovarsi Ralf Schumacher, il quale si ferma ai box per la sua sosta al 51º, in contemporanea con Coulthard. Il pilota scozzese torna in pista appena davanti a Michael Schumacher, mentre Ralf Schumacher occupa la terza posizione. I tre mantengono le posizioni fino al traguardo, nonostante Ralf Schumacher è costretto a una sosta supplementare per sostituire uno pneumatico difettoso. Alle loro spalle si piazzano Trulli e Fisichella. L'ultimo punto a disposizione è conquistato da Frentzen, che resiste negli ultimi giri al rimontante Barrichello, autore anche del giro più veloce in gara. Il pilota tedesco porta alla Arrows l'ultimo punto della sua storia.

### Risultati
| Pos      | No | Pilota                | Costruttore        | Pneumatici | Giri | Tempo/Ritiro e posizione al ritiro | Partenza | Punti |
| -------- | -- | --------------------- | ------------------ | ---------- | ---- | ---------------------------------- | -------- | ----- |
| 1        | 3  | David Coulthard       | McLaren - Mercedes | M          | 78   | 1h45'39"055                        | 2        | 10    |
| 2        | 1  | Michael Schumacher    | Ferrari            | B          | 78   | +1"050                             | 3        | 6     |
| 3        | 5  | Ralf Schumacher       | Williams - BMW     | M          | 78   | +1'16"400                          | 4        | 4     |
| 4        | 14 | Jarno Trulli          | Renault            | M          | 77   | +1 giro                            | 7        | 3     |
| 5        | 9  | Giancarlo Fisichella  | Jordan - Honda     | B          | 77   | +1 giro                            | 11       | 2     |
| 6        | 20 | Heinz-Harald Frentzen | Arrows - Cosworth  | B          | 77   | +1 giro                            | 12       | 1     |
| 7        | 2  | Rubens Barrichello    | Ferrari            | B          | 77   | +1 giro                            | 5        |       |
| 8        | 7  | Nick Heidfeld         | Sauber - Petronas  | B          | 76   | +2 giri                            | 17       |       |
| 9        | 16 | Eddie Irvine          | Jaguar - Ford      | M          | 76   | +2 giri                            | 21       |       |
| 10       | 17 | Pedro de la Rosa      | Jaguar - Ford      | M          | 76   | +2 giri                            | 20       |       |
| 11       | 23 | Mark Webber           | Minardi - Asiatech | M          | 76   | +2 giri                            | 19       |       |
| 12       | 21 | Enrique Bernoldi      | Arrows - Cosworth  | B          | 76   | +2 giri                            | 15       |       |
| Ritirato | 24 | Mika Salo             | Toyota             | M          | 69   | Freni/incidente (8°)               | 9        |       |
| Ritirato | 8  | Felipe Massa          | Sauber - Petronas  | B          | 63   | Incidente (14°)                    | 13       |       |
| Ritirato | 12 | Olivier Panis         | BAR - Honda        | B          | 51   | Collisione con J.Button (10°)      | 18       |       |
| Ritirato | 15 | Jenson Button         | Renault            | M          | 51   | Collisione con O.Panis (11°)       | 8        |       |
| Ritirato | 6  | Juan Pablo Montoya    | Williams - BMW     | M          | 46   | Motore (2°)                        | 1        |       |
| Ritirato | 11 | Jacques Villeneuve    | BAR - Honda        | B          | 44   | Motore (18°)                       | 14       |       |
| Ritirato | 4  | Kimi Räikkönen        | McLaren - Mercedes | M          | 41   | Alettone posteriore (19°)          | 6        |       |
| Ritirato | 22 | Alex Yoong            | Minardi - Asiatech | M          | 29   | Incidente (17°)                    | 22       |       |
| Ritirato | 10 | Takuma Satō           | Jordan - Honda     | B          | 22   | Incidente (9°)                     | 16       |       |
| Ritirato | 25 | Allan McNish          | Toyota             | B          | 15   | Incidente (9°)                     | 10       |       |

## Classifiche

### Piloti
| Pos. | Pilota                | Punti |
| ---- | --------------------- | ----- |
| 1    | Michael Schumacher    | 60    |
| 2    | Juan Pablo Montoya    | 27    |
| 2    | Ralf Schumacher       | 27    |
| 4    | David Coulthard       | 20    |
| 5    | Rubens Barrichello    | 12    |
| 6    | Jenson Button         | 8     |
| 7    | Nick Heidfeld         | 5     |
| 8    | Kimi Räikkönen        | 4     |
| 8    | Giancarlo Fisichella  | 4     |
| 10   | Eddie Irvine          | 3     |
| 10   | Felipe Massa          | 3     |
| 10   | Jarno Trulli          | 3     |
| 13   | Mark Webber           | 2     |
| 13   | Mika Salo             | 2     |
| 13   | Heinz-Harald Frentzen | 2     |

### Costruttori
| Pos. | Team               | Punti |
| ---- | ------------------ | ----- |
| 1    | Ferrari            | 72    |
| 2    | Williams - BMW     | 54    |
| 3    | McLaren - Mercedes | 24    |
| 4    | Renault            | 11    |
| 5    | Sauber - Petronas  | 8     |
| 6    | Jordan - Honda     | 4     |
| 7    | Jaguar - Ford      | 3     |
| 8    | Minardi - Asiatech | 2     |
| 8    | Arrows - Cosworth  | 2     |
| 8    | Toyota             | 2     |